# Derarimus cincinnulatus
Derarimus cincinnulatus là một loài bọ cánh cứng trong họ Anthicidae. Loài này được Telnov miêu tả khoa học năm 2004.